# 닐 데니스
닐 데니스(Neil Denis, 1987년 7월 13일 ~ )는 캐나다의 배우, 텔레비전 배우이다.
세이셸에서 태어났다.

## 영화
- 잃어버린 세계 - 지구속으로 (2008년) - 채드 역
- 펫칭 코디 (2005년)
- 프랭키와 헤이즐 (2000년)
- 엑스맨 - 에볼루션 (2000년)
- 인스펙트 (1998년)
- 콜 투 리멤버 (1997년)